# Jean-Philippe Gatien
Jean-Philippe Gatien (Alès; 16 de octubre de 1968) es un jugador profesional de tenis de mesa francés, campeón del mundo en Gotemburgo en 1993, y ganador de la Copa del Mundo en Taipéi en 1994.
En los Juegos Olímpicos de Barcelona 1992 ganó la medalla de plata, siendo superado por el sueco Jan-Ove Waldner (oro) y por delante del chino Ma Wenge (bronce).